# Гласът на Бесарабия
„Гласът на Бесарабия“ (на молдовски: Vocea Basarabiei) е частна радио-телевизионна станция в Молдова, собственост на Euronova Media Group.
Стартира на 18 юни 2000 г. в град Ниспорен, Западна Молдова. През 2002 и 2003 г. Координационният съвет по аудиовизия отказва регистрация. На 15 януари 2005 г. станцията започва да излъчва от Кишинев.
„Гласът на Бесарабия“ се предава и чрез интернет.

## Честоти
- Каушени – 91,9 MHz
- Кишинев – 71,57 MHz
- Дондушени – 104,4 MHz
- Глодени – 100,3 MHz
- Ниспорен – 105,7 MHz
- Пелиния (Дрокиевски район) – 101,0 MHz
- Резина – 101,9 MHz
- Сорока – 67,79
- Сорока – 103,1 MHz
- Щефан Водъ – 103,8 MHz
- Стършени – 102,3 MHz
- Тараклия – 101,9 MHz
- Унген – 100,1 MHz
- Вулкънещ – 106,7 MHz